# Otto-motor
Az Otto-motor az első megvalósított négyütemű belső égésű motor, amelyet Nikolaus August Otto készített 1876-ban. Világviszonylatban ez a belső égésű motor terjedt el leginkább,  és üzemanyaga, a benzin miatt hívják sokkal inkább benzinmotornak. 

Otto-motor

## A motor működése
Az első ütem: a szívás
A lefelé haladó dugattyú maga után szívja (fizikailag a dugattyú fölött keletkező térbe a normál külső légköri nyomás által beáramlik) a porlasztóból a benzin-levegő keveréket. A porlasztó által elporlasztott üzemanyaghoz megfelelő mennyiségű levegőt keverve, a kész elegy a szívócsövön keresztül áramlik a henger belsejébe.
Amikor a dugattyú az alsó helyzetbe ér, a dugattyú fölötti hengertér teljesen feltöltődik a benzin-levegő keverékkel. A dugattyú a legfelső helyzetről (felső holtpont) a legalsó helyzetre (alsó holtpont) való mozgásakor a forgattyús tengely fél fordulattal elfordult. Ettől a pillanattól kezdődik a második ütem.
A második ütem: a sűrítés
A vezérműtengely által vezérelt szívószelep elzárja a szívócső furatát. A forgattyús tengely további forgása következtében a dugattyú lentről felfelé halad.
Az előző ütemben beszívott benzin-levegő keverék nem tud kiáramlani a hengerből (a kipufogószelep szintén zárva van). A dugattyú tehát a fölötte lévő keveréket erősen összenyomja (összesűríti). Attól a pillanattól kezdve, hogy a dugattyú ismét a legfelső helyzetbe kerül, kezdődik a harmadik ütem.
A harmadik ütem: expanzió
Amikor a dugattyú a felső holtponttól visszaszámított 2 mm-t eléri (itt keletkezik a megfelelő levegő-benzin keverék), a gyújtógyertya elektródái között villamos szikra ugrik át. Ez a szikra meggyújtja az égéstérben összesűrített benzin-levegő keveréket, ami robbanásszerűen elég.
A terjeszkedő gázok óriási nyomása a dugattyút fentről lefelé löki, ezt nevezzük terjeszkedésnek (expanziónak). A dugattyú a hajtórúdon keresztül fél fordulattal elfordítja a forgattyús tengelyt, amely fél fordulat gyakorlatilag a motor hasznos munkája. (A további fordulatok csak a működés járulékos veszteségeként foghatók fel.) A robbanás nyomán keletkező égésterméket el kell távolítani a hengerből. Ez már a negyedik ütem alatt zajlik le.
A negyedik ütem: a kipufogás
A dugattyú a legalsó helyzetből – ahová az előző ütemben került – ismét felfelé halad. Ekkor viszont nyitva van a kipufogószelep, és a dugattyú kitolja maga előtt a kipufogócsőbe az égésterméket.
Miután a dugattyú ismét a legfelső helyzetbe kerül, záródik a kipufogószelep, nyílik a szívószelep, és az egész folyamat kezdődik elölről. A folyamat termodinamikai modellje az Otto-ciklus vagy Otto-körfolyamat.

### Megvalósított motorok
A vázolt eredeti Otto-körfolyamat csak a korai, lassújárású motoroknál volt jellemző. Hamar rájöttek arra, hogy nagyobb fordulatszámnál (100 fordulat/perc felett) a dugattyú mozgása egyedül nem tudja elég gyorsan megfordítani a gáz áramlását, amikor a szívószelepek kinyitnak. Ezért a korszerű motoroknál a dugattyú felső holtpontja közelében a szívó- és kipufogószelepek egymásba nyitnak kissé. A kipufogószelepen kiáramló gázok magukkal ragadják a szívószelepen keresztül a beáramló üzemanyag-levegő keveréket és így javítják a szívást. Természetesen a távozó füstgázokkal együtt egy kevés friss keverék is távozik, ami rontja a motor hatásfokát. Versenymotoroknál ezzel a kis kiáramló hideg keverékkel a szelepeket hűtik. 
A kipufogószelepeket is kb. húsz fokkal az alsó holtpont elérése előtt már kezdik nyitni, hogy az égéstermékeknek elég idejük legyen távozni. 
A korszerű motoroknál a gyújtás sem a felső holtpontban történik, hanem a motor fordulatszámától, és leggyakrabban a szívócsőben uralkodó nyomástól függően előgyújtást alkalmaznak.
A szelepek mozgatását általában bütykökkel ellátott vezérműtengely, más néven bütykös tengely végzi. A szelep zárását és zárva tartását erős acélrugóval oldják meg (konstrukciótól függően csavarrugó vagy hajtűrugó). Mivel mind a kipufogószelep, mind a szívószelep egy négyütemű ciklus alatt (vagyis két motorfordulat alatt) egyszer kell, hogy nyisson, a vezérműtengely fordulatszáma a motor fordulatszámának pontosan fele kell legyen. Ebben a konstrukcióban a motor fordulatszámát a szelep zárási sebessége határolja be, a zárási sebességét pedig a szelep és a hozzá tartozó mechanizmus (szelephimba, rúd stb.) tömege, illetve a rugó keménysége határozza meg. Minél kisebb a tömeg és minél keményebb a rugó, annál gyorsabban zár a szelep, azonban a túl erős rugó a kopást növeli. Újabb nagy fordulatszámú konstrukciókban (például versenyautókban, motorkerékpárokban) légrugózású szelepet, illetve kényszerzárású szelepet használnak. Ez utóbbinál a szelep zárásának folyamata pontosan megtervezhető. A kényszerzárású szelepek abban különböznek a hagyományos zárásúaktól, hogy itt a zárást nem rugó, hanem egy másik bütyök végzi, ennek köszönhető a pontosabb működés.
Összefoglalásként megállapítható, hogy a tényleges tervezési paraméterek meghatározása csak kompromisszum eredménye lehet.

### Olajozás

#### Szóróolajozás
Főleg a régebbi típusú négyütemű motoroknál találunk ilyet.
Legelterjedtebb az a megoldás, amikor a szivattyú egy kis olajat szállít a forgattyúsházba. Forgás közben a hajtórúd felszórja az olajat a hengerfalra, és a szétszórt olajköd keni a motor többi alkatrészét.
A vezérműlánc is segít, hogy a szelepek megfelelő kenést kapjanak. Egyes helyekre furatokon jut el az olaj. Ez az olajozási mód kedvezőbb abból a szempontból, hogy mindig friss olajat kap a motor, de hátránya, hogy nem nagy nyomással kerül az egyes helyekre, és a hűtés nagyon kicsi. Az olajtartályból csak egy cső vezet a motorba.

#### Cirkuláris nyomóolajozás
Két csővezeték vezet a tartálytól a forgattyúsházig. Az olajat az olajszivattyú tartja keringésben. A szivattyú mindig újabb és újabb olajmennyiséget szállít, és az olajat nyomással kényszeríti a furatokon keresztül a kenésre váró helyekre. Mivel az olaj állandóan kering, mindig új olaj érkezik, a régi használt olaj a csapágyakból kifolyik, és a forgó hajtórúd felhordja a hengerfalra. A hengerfal tehát mindig szóróolajozást kap és a dugattyún lévő középső olajlehúzó gyűrű a felesleges olajat lehúzza a henger faláról.
A visszacsepegő olajat a forgattyús tengely szétveri, és a forgattyúsházban lévő olajköd keni a motor kisebb alkatrészeit és végül az olaj visszakerül a forgattyúsházba.
Ez az olajozás kétféle kivitelben készül:
- nedves karteres olajozás
  - Az olajat a forgattyúsházban tároljuk, ilyenkor egy szivattyú is elég, mert a visszafolyó olaj mindig összegyűl a kartertér alján, és azt a szivattyú újból átnyomja a furaton a kenésre kerülő helyekre. Ilyenkor a forgattyúsházban tároljuk az olajat.

- száraz karteres olajozás
  - Ennél a megoldásnál az olajat külön tartályban tároljuk, és két csővezeték vezet a tartálytól a forgattyúsházig. Ilyen esetben két olajszivattyút építenek be, az egyik az olajat a szükséges helyekre nyomja, a másik mindig visszanyomja a forgattyúsház aljáról az olajtartályba. Két szivattyús megoldás esetében nem kell nagyra méretezni a karterteret.

### Vezérlés
Felépítése szerint három típust különböztetünk meg:
- Alulvezérelt oldalszelepelt SV (Standing Valve = állószelepes)

A bütykös tengely alul van, a szelepek a hengerhez viszonyítva oldalt. Építés szempontjától ez a legkedvezőbb, de nagy hátránya, hogy az égéstér nagyobb része nem a henger (dugattyú) felett van, hanem a szelepek felett. A kedvezőtlen égéstér miatt manapság már nem, vagy csak igen ritkán készítik.
- Alulvezérelt felülszelepelt OHV (Overhead Valve = hengerfej feletti szelep)

A bütykös tengely alul van, de a szelepeket a legkedvezőbb égéstér kialakítás miatt felül helyezik el.
Felülszelepelt motor esetében a teljesítmény az SV-hez képest nagyobb. A szelepek mozgatása az alul lévő bütykös tengely által himba segítségével történik. A bütyök felnyomja a tolórudat, a himba egyik felét, a másik fele lenyomja a szelepet, és a szelep kinyit. Ha a bütyök elfordul, a rugó a szelepet visszahúzza. Ez a kialakítás helykihasználás szempontjából ugyan jobb, de a vezérlés többletsúlya miatt (a tolórudak és himbák tetemes súlytöbbletet, az egész vezérlés súlyának 15%-át is jelenthetik) nagyobb a teljesítményveszteség, azaz kevésbé hatékony.
- Felülvezérelt felülszelepelt OHC (Overhead Camshaft = felülfekvő vezérműtengely)

Felül helyezkedik el a szelep és a bütykös tengely is. Ez a legpontosabb és legelterjedtebb megoldás is. A bütykös tengely hajtása a forgattyús tengelyről függőleges tengellyel (királytengely) vagy vezérműlánccal, fogasszíjjal készül. Vezérműtengelyek száma szerint lehet:
- Egy vezérműtengelyes SOHC (Single Overhead Camshaft = hengerfej feletti vezérműtengely)

Itt a vezérműtengely a hengerfejben helyezkedik el, így a motor nyomatékának nem kell egy tolórúd többletsúlyát is legyőznie. Egy ilyen vezérlésnél a vezérműtengely bütykei vagy közvetlenül, vagy egy himbán keresztül működtetik a szelepeket. A legtöbb SOHC blokk hengerenként kétszelepes, de vannak gyártók, akik készítenek hengerenként négyszelepes SOHC blokkokat is. Fontos belegondolni, hogy az SOHC blokkok hengerfejenként rendelkeznek egy vezérműtengellyel, így egy V8-as SOHC blokknak például két vezérműtengelye van.
- Két vezérműtengelyes DOHC (Double Overhead Camshaft = hengerfej feletti dupla vezérműtengely)

A DOHC kialakítás a hengerenként négyszelepes elrendezés előnyeit használja ki. Viszont van hátránya is: előállítási költségek (több alkatrész, magasabb ár), a rosszabb helykihasználás (a több tengelynek és szelepnek több hely is kell) és a szervizelés (kétszer annyi szelepet kell beállítani).(Léteznek hengerenkénti ötszelepes megoldások is, ekkor három végzi a szívást, kettő a kipufogást.) 

### A hagyományos Otto-motor szerkezeti elemei
- henger
- dugattyú
- forgattyús mechanizmus:
  - csapszeg
  - hajtórúd
  - forgattyús tengely
  - lendítőkerék
- szelepvezérlés
  - vezértengely (bütykös tengely)
  - szelepek
- gyújtás rendszere
  - gyújtógyertya (alternatívája a lézeres gyújtás)
  - elektromos szikrát előállító szerkezet
- porlasztó, karburátor vagy üzemanyag-befecskendező szerkezet

A teljesítménynövelés és hatásfokjavítás idővel további alkatrészekkel bővítette a szerkezetet, pl. turbófeltöltő.

### A motorok felosztása szerkezetük szerint

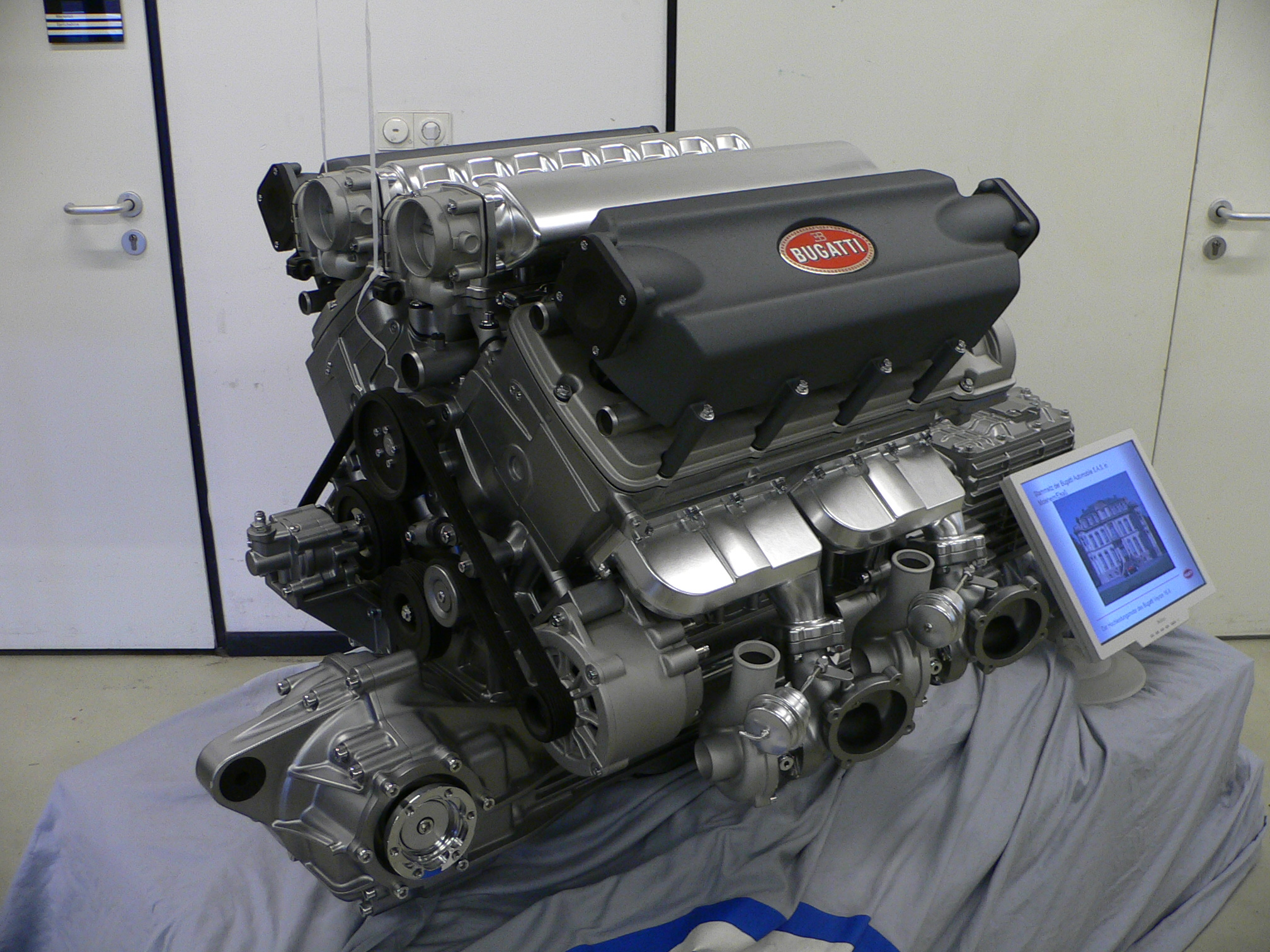
Volkswagen W16 motorja

A motor egy- vagy többhengeres. Ma csak az egészen kis teljesítményű motorok készülnek egy hengerrel.

A többhengeres motorok hengerei igen változatos elrendezésűek lehetnek:
- Soros – a hengerek egy egyenes mentén, párhuzamosan, egy irányban dolgoznak. A legtöbb motor ilyen, főleg a kis lökettérfogatúak. Leírásokban sokszor csak egy „I” betűvel jelölik a hengerek egyenes elrendezésére utalva, például egy soros, négy hengeres motor I4-es benzinmotor.

- Bokszer – a hengerek egy egyenes mentén, párhuzamosan, egymásnak háttal dolgoznak. Középen a forgattyús tengely és a dugattyúk két irányba dolgoznak. Így a rezonanciát is hatékonyan oltják ki. A legismertebb gyártó a Porsche és a Subaru, motorkerékpároknál a BMW.[1]

- V – a hengerek két szöget bezáró egyenes mentén, soronként párhuzamosan és egy irányban dolgoznak, két-két dugattyú kapcsolódik egy hajtórúdcsaphoz. Általában nagyobb lökettérfogatú motorokra jellemző.

- Kiforgatott – ránézésre soros vagy V motor (hengerszögtől függ, hogy egy vagy két hengerfejet alkalmaznak), de az egymással szemben lévő dugattyúk külön hajtórúdcsapokra dolgoznak, lényegében a bokszermotor is ez.[2]

- W – 2 db V-motor, egy főtengelyre csatlakoztatva. 12 vagy 16 hengeres kocsikban alkalmazzák; például a Volkswagen konszernnél. Folynak kísérletek egy forgattyús tengelyes, 3 sorban elhelyezett dugattyús motorral is.

- Csillag – a hengerek egy körvonal kerületén egyenlő távolságban találhatóak. A forgattyús tengely a középpontba van szerelve, valamennyi dugattyú egy hajtórúdcsaphoz kapcsolódik. Főleg kisebb repülőgépekben alkalmazzák. Egyik jeles gyártója a Bentley.

- Wankel – bolygódugattyús motornak is hívják. A dugattyúk háromszög alakúak, az élük íves. A henger (köpeny) formája úgy néz ki, mint egy nulla, ebben egy excenter tengely segítségével mozog a dugattyú. A dugattyú három csúcsa mindig érintkezik a dugattyú falával, a köpennyel, hiszen ez zárja el a különböző ütemeket egymástól.